# Marianne Iben Hansen
Marianne Iben Hansen (født 1961 i Virum) er en dansk børnebogsforfatter, foredragsholder og psykoterapeut.
Marianne Iben Hansen er uddannet i rytmisk gymnastik og dans ved Bjarnov Dance Institute og Terapeutuddannelse i kropsorienteret psykoterapi ved Bodynamic Institute.
I 2004 debuterede hun som forfatter med børnebogen: Fikkedik og Falderina og har siden udgivet flere bøger, i 2011 vandt hun Gyldendals Børnebogspris for sit arbejde med børnelitteraturen.